# Krystian Ochman
Krystian Jan Ochman (ur. 19 lipca 1999 w Melrose) – amerykańsko-polski piosenkarz i kompozytor, który w swojej twórczości łączy brzmienie śpiewu klasycznego z repertuarem rozrywkowym.
Zwycięzca 11. edycji programu The Voice of Poland (2020). Zdobywca Nagrody Publiczności w koncercie „Premiery” na 58. Krajowym Festiwalu Piosenki Polskiej w Opolu (2021). Reprezentant Polski w 66. Konkursie Piosenki Eurowizji (2022), w którym zajął 12 miejsce.

## Życiorys
Urodził się w Melrose w stanie Massachusetts, a dorastał nieopodal Waszyngtonu, dokąd jego rodzice – Dorota i Maciej Ochmanowie – wyjechali jeszcze w czasach komunistycznych. Pochodzi z rodziny o muzycznych tradycjach – jego ojciec grał na syntezatorze w zespole Róże Europy i był dźwiękowcem w amerykańskiej telewizji Discovery, a dziadek, Wiesław Ochman, jest śpiewakiem operowym. Ma starszą siostrę i młodszego brata. Jako dziecko fascynował się sportem, pływał i chciał zostać piłkarzem, a za namową rodziców zaczął uczyć się gry na fortepianie i trąbce. W ostatniej klasie gimnazjum podjął naukę śpiewu i zagrał księcia w szkolnym przedstawieniu musicalowym Kopciuszek. W wieku 18 lat wrócił do Polski i podjął studia na Akademii Muzycznej w Katowicach w klasie wokalistyki klasycznej prof. Jana Ballarina.
W 2020 zwyciężył w finale 11. edycji programu rozrywkowego typu talent show The Voice of Poland. Dołączywszy do drużyny Michała Szpaka. Po finale wydał swój debiutancki, autorski singiel „Światłocienie”, a następnie kolejne single: „Wielkie tytuły”, „Wspomnienie” i „Ten sam ja”. We wrześniu 2021 otrzymał Nagrodę Publiczności w koncercie „Premiery” na 58. Krajowym Festiwalu Piosenki Polskiej w Opolu, w którym wykonał utwór „Prometeusz”. 19 listopada wydał debiutancki album, zatytułowany po prostu Ochman, za który był nominowany do zdobycia nagrody w kategorii „Odkrycie Empiku – muzyka” na gali rozdania Bestsellerów Empiku 2021. 19 lutego 2022 z utworem „River” zwyciężył w finale programu Tu bije serce Europy! Wybieramy hit na Eurowizję!, zostając reprezentantem Polski w 66. Konkursie Piosenki Eurowizji odbywającym się w Turynie. Choć przed występem w półfinale uchodził za jednego z faworytów do wygrania konkursu, zajął 12. miejsce w finale Eurowizji. 27 stycznia 2023 wydał singiel „Cry for You”, który współtworzył z zespołem Kalush Orchestra. W tym samym roku wystąpił jako gość specjalny w programie TVP Tu bije serce Europy! Wybieramy hit na Eurowizję! i podczas koncertu Polish Eurovision Party w Warszawie.
Jesienią 2025 będzie brał udział w 22. edycji programu Twoja twarz brzmi znajomo.

## Dyskografia
- Ochman (2021)
- Testament (2023)
- Klasycznie (2024)

## Nominacje
| Rok  | Konkurs                 | Kategoria                         | Rezultat  |
| ---- | ----------------------- | --------------------------------- | --------- |
| 2022 | Bestsellery Empiku 2021 | Odkrycie Empiku – muzyka (Ochman) | Nominacja |
| 2022 | Fryderyki 2022          | Fonograficzny debiut roku         | Nominacja |
| 2022 | Fryderyki 2022          | Album roku pop (Ochman)           | Nominacja |